# شذى حسون
شذى أمجد ناصر حسون (مواليد 3 آذار/مارس 1981 بالدار البيضاء، المغرب)، هي مغنية عراقية مغربية اشتهرت بفوزها بالموسم الرابع من برنامج المواهب ستار أكاديمي سنة 2007، وتعتبر أول أنثى تفوز بالنسخة العربية من البرنامج.

## حياتها
ولدت بمدينة الدار البيضاء بالمغرب من أب عراقي وأم مغربية، تعيش منذ سنوات متنقلة بين المغرب وفرنسا للدراسة في مجال السياحة والفندقة حتى حالفها الحظ بتصويت الجمهور العراقي والعربي في البرنامج الفني «ستار أكاديمي» لتبدأ مسيرة فنية في الغناء والتمثيل.

### حياتها الخاصة
لديها أخ اصغر منها اسمه "وائل"، درست شذى أدب إنجليزي في العاصمة الاقتصادية المغربية الدار البيضاء ثم واصلت دراستها الجامعية في مدينة القنيطرة في تخصص إدارة السياحة والفندقة ثم سافرت إلى فرنسا للحصول على شهادة الماجستير والدكتوراه لتعود لفترة قصيرة إلى محل اقامة عائلتها وتعمل في مجال دراستها في إحدى فنادق المغرب.
منذ الطفولة كان هدف شذى حسون هو الدخول في عالم الغناء لحبها للاغاني العراقية والمصرية الصعبة وبتشجيع من والدها شاركت شذى في مرحلة المراهقة في مسابقة نجوم ونجوم الغنائية على قناة دوزيم المغربية وحازت على المرتبة الثانية على مستوى المغرب وبعدها احبت ان تشارك في مسابقات على نطاق الدول العربية فتقدمت على برنامج سوبر ستار بالنسخة الثانية على قناة المستقبل اللبنانية ووصلت للمرحلة الثانية لكنها فشلت في اجتيازها فعادت لباريس لتكمل دراستها هناك بطلب من الاهل الذين كانوا يصرون على التعليم والعمل اولاً.

## الانطلاق من «ستاراكاديمي»
في عام 2006 كانت الصدفة حليفة شذى حسون حين تقدمت لكاستنغ برنامج ستار أكاديمي بطلب من لجنة التحكيم بعد أن سمعوها تغني مع اصدقائها في الفندق الذي كانت تعمل فيه والذي كان كذلك محطة استقبال المتقدمين للبرنامج من المغرب فأعجبوا بصوتها ووافقوا عليها لتبدا الرحلة مع الشهرة والنجومية في الفن بداية عام 2007 عند انطلاق نسخة البرنامج الرابعة.
حينها تميزت شذى عن باقي الطالبات بقوة صوتها. جاذبية شذى على المسرح ومثابرتها للتقدم بشهادة مقيم الطلاب في البرنامج أسامة الرحباني وثقافتها بغناء 5 لغات اجنبية منها: الإنكليزية، الفرنسية، الإيطالية، الأسبانية والألمانية وكذلك وطنيتها عندما انشدت أغنية «بغداد والشعراء والصور» جذبت شذى قلوب العراقيين لها وشجعتهم للتصويت والدعم لها خلال المسابقة حتى تمكنت من الوصول إلى الأدوار النهائية بعد اختيارها تمونيهمن قبل الاساتذة في الاسبوع ما قبل الأخير مع المشتركة المصرية "سالي أحمد" بعد منافسة قوية مع 18 شابا وفتاة وصل منهم أربعة متسابقين إلى الأدوار النهائية من لبنان ومصر وتونس في البرنامج إلا أن فازت حسون بلقب «ستار أكاديمي 4» بنسبة تبلغ 40,63% وهي بذلك تكون أول فتاة تفوز بلقب برنامج ستار أكاديمي بنسخته العربية. والجدير بالذكر انها وقفت في خانة النوميني لأول مرة الاسبوع ما قبل الأخير بعد تسميتها من قبل الاساتذة في الأكاديمية. يعتبر برنامج «ستار أكاديمي» من البرامج التي تحظى بمتابعة عديد من الشباب في المنطقة.
كانت عدة قنوات محلية بضمنها قناة الشرقية قد بدأت حملة لحث الجمهور العراقي والعربي على التصويت للمتسابقة شذى حسون لمساعدتها للفوز باسم العراق في هذه المسابقة كأول عراقية تحمل لقب «ستار أكاديمي» الذي ترعاه شبكة المؤسسة اللبنانية للإرسال اللبنانية. وحسبما نقلت وكالة الانباء الفرنسية عن مصادر في شركة الاتصالات العراقية «عراقنا» فان نحو سبعة ملايين عراقي قد صوتوا لصالحها عن طريق رسائل بالهواتف النقالة ماعدا الخمس ملايين صوت الأخرى التي جاءت لشذى من الوطن العربي ودول الاغتراب.
كما قال بعض المراقبين أن شذى قد نجحت ما لم ينجح به السياسيون في أن تجمع شمل العراقيين من طوائف وأعراق مختلفة لمساندتها لتثبت وحدة الشعب العراقي امام الاعلام العربي والعالمي الذي تكلم عن ضجة الفوز وابعاده الوطنية والسياسية في وقت كانت الصحافة تروج لانقسام طائفي والوقوع في حرب اهلية في العراق حتى لقبت شذى بـ «حمامة السلام»

## المسيرة الفنية
منذ وجودها في الأكاديمية فازت بجائزة الأولى من نوعها بتاريخ البرنامج من إدارة البرنامج نتيجة تميزها في التقييم الاسبوعي والبرايمات، وهي اعلان مقدم من شركة زين (MTC Atheer-سابقاً) للاتصالات المتنقلة في العراق بدعم من الفنان العراقي إلهام المدفعي الذي غنى مع شذى أغنية عراقية «عليك اسأل» للمطرب العراقي فاضل عواد تؤديها خلال الدعاية التي تتحدث عن «خدمة رسائل الوسائط المتعددة»(MMS)، يذكر ان شذى حققت نجاح كبير من خلالها.
لتكرر التجربة للمرة الثانية على التوالي بعد الفوز باللقب مع نفس الشركة بإعلان ضخم ظهرت به مع 3 لاعبين من منتخب العراق لكرة القدم بمناسبة فوز أسود الرافدين في كأس آسيا 2007 وهو من إخراج العالمي فلوران سيري، الإعلان تحدث عن التفائل بإعادة إعمار عراق جديد بعد ما عاناه من حروب ومآسي لتردد شذى في النهاية النشيد وطني «موطني»، علماً ان الإعلان حصل على المرتبة العاشرة كأفضل اعلان تجاري في العالم عام 2007.
لتقوم نفس الشركة بأستغلال شعبية شذى حسون في العراق، بوضع اسمها في أكثر من سؤال ضمن فئة فنانين بمسابقة رمضانية على الهاتف النقال عام 2010.
شاركت شذى إلى جانب 7 من زملائها في الأكاديمية بجولة غنائية في عدد من الدول العربية سنة 2007، لكنها تعرضت لهجوم غير اخلاقي من التونسيين أثناء اعتلائها المسرح لأول مرة على أرض تونس بسبب فوزها بلقب ستاراك على نظيرتها التونسية مروى بن صغير ليتم إلغاء باقي حفلات تونس الخاصة بتلك الجولة بعد وفاة 7 اشخاص في حفلة صفاقس نتيجة التدافع بين الحاضرين، لتستمر الجولة في كل من الأردن والبحرين ولبنان التي اثبتت شعبية ونجاح شذى في تلك الدول.
اطلقت حسون خلال سنتين عدة اغاني منفردة ومتنوعة وهي: ابن بلادي، روح، عُشاق، الليلة حلوة، مزعلني، لو الف مرة التي كانت من الحان الموسيقار الكبير ملحم بركات، وعد عرقوب، باع هوايا، شوفي بينك وبينها، الساعة وحققت من خلالهم نجاح كبير وحصلوا على مراتب عالية في الاستفتاءات الغنائية الذين ساعدوا بتثبيت نجوميتها خاصة بعد مجموعة من الكليبات المثيرة للجدل في الوسط الاعلامي.
وقد شاركت شذى بدور بطولة في أول مسلسل تلفزيوني لها في رمضان 2008 بعنوان «رسائل من رجل ميت» وهو مسلسل عراقي سوري مصري مشترك، يتحدث عن أوضاع العراقيين الصعبة من أيام الشيوعية إلى بعد الغزو الأمريكي للعراق (1979-2005)، وشارك في التمثيل أيضاً عدد من الفنانين العراقيين والسوريين امثال: غسان مسعود، آسيا كمال، قائد النعماني، لورا أبو اسعد وفلاح هاشم، من إخراج الكبير حسن حسني (فنان عراقي)، وعرض المسلسل عدة مرات على القناة المنتجة «قناة البغدادية» وبرغم الصدى الجيد لهذا العمل داخل العراق وسعادة شذى في هذه التجربة إلا أنها علقت قائلة: «أحب التركيز على الغناء أكثر في المستقبل والمشاركة في فيلم سينمائي هادف!»
شاركت شذى عدد كبير من الفنانين العراقيين والعرب الكبار في الغناء في أكثر من مناسبة فنية مثل: كاظم الساهر، إلهام المدفعي، ملحم بركات، نبيل شعيل، ماجد المهندس، وديع الصافي، رضا العبد الله، عبادي الجوهر، وليد توفيق، مروان خوري، مهند محسن، اصالة، عاصي الحلاني، نجوى كرم، فارس كرم، راشد الماجد، حكيم، راغب علامة، رابح صقر، وائل كفوري، فضل شاكر، إيهاب توفيق ونعمان الحلو الذين أشادوا جميعهم بموهبة شذى الغنائية وتمنوا لها التوفيق في مجال الفن ووعد البعض منهم بتقديم لحن لها قريباً.
استضيفت في عدة البرامج مثل: بيبسي توب 20، 90 دقيقة، تاراتاتا، ستار أكاديمي، صباح الخير يا عرب، ليالي السهر، الدنيا غنوة، stars&cars، عيون بيروت، موعد في الخيران، البيت بيتك قسمة ونصيب لالة العروسة.
شاركت عدة فنانين عرب بأداء أوبريت قومي يتحدث عن الأوضاع الأمنية في فلسطين وبغداد بعنوان «ملايين» من كلمات مدحت العدل وألحان صلاح الشرنوبي وإنتاج الحياة (قناة مصرية) وعبرت شذى عن سعادتها في هذا العمل معبرة عن انتمائها وحبها الغالي للوطن الأصيل (العراق) الذي يعاني الاحتلال.
إضافة إلى أن شذى حسون هي أول مغنية عراقية وعربية تدخل بغداد وتغني فيها لسنة 2009 في كل من نادي العلوية ونادي الصيد العراقي. وهي أيضا أول مغنية عراقية تدخل الكويت من بعد حرب الخليج الثانية.
هذا وكان لشذى نجاح إضافي وشهرة واسعة خاصة في الخليج العربي بعد مشاركتها في جلسات وناسة الخليجية التابعة لقناة إم بي سي حيث غنت أجمل 10 اغاني من الفلكلور العراقي القديم التي لم يسبق لفنان ان قام بإعادة احيائها مثل أغنية انا المسيكينة، نبعة الريحان، جينا من بغداد، يا ام عيون حراكة، يذكر ان الفنان راشد الماجد قد اتصل بها وشكرها على وجودها بهذه الجلسات وهي اعتبرت هذه المشاركة بالمهمة لانها ترد على كل من يشكك بهويتها الفنية العراقية.
شاركت شذى ولاول مرة في مهرجان «التسامح» المغربي العالمي في منطقة اغادير لسنة 2010، وكانت هي فنانة الشرق الأوسط الوحيدة بالمهرجان وبتلك المناسبة قامت بإطلاق أغنية وطنية عن المغرب من كلماتها بعنوان ارض الحبايب، يذكران مجموعة من الفضائيات الأوروبية قد نقلت الحفل.

## الأغاني الخاصة

### الأغاني المنفردة (Singles)
| الاسم                         | كلمات              | الحان            | توزيع          | نوع الأغنية | اللهجة  | إنتاج               | سنة الإطلاق                         |
| ----------------------------- | ------------------ | ---------------- | -------------- | ----------- | ------- | ------------------- | ----------------------------------- |
| ابن بلادي (اسم الله اسم الله) | كريم العراقي       | كريم العراقي     |                | وطني        | عراقية  | LBC                 | 2007 (بعد فوز العراق في كاس آسيا)   |
| روح                           | نقولا سعادة نخلة   | نقولا سعادة نخلة | هادي شرارة     | كلاسيك      | لبنانية | LBC                 | 2007                                |
| عُشاق                          | مروان خوري         | مروان خوري       | ميشال فاضل     | رومانسي     | لبنانية | LBC                 | 2008                                |
| عليك اسأل                     | كريم خليل          | ذياب خليل        | إلهام المدفعي  | فلكلور      | عراقية  | Zain                | 2008 (من اعلان تجاري لشركة زين)     |
| مزعلني                        | عمار المرهون       | مهند محسن        | رافي           | بوب         | عراقية  | طوني قهوجي          | 2009                                |
| لو ألف مرة                    | نزار فرنسيس        | ملحم بركات       | ميشال فاضل     | طربي/ سريع  | لبنانية | طوني قهوجي          | 2009                                |
| وعد عرقوب                     | عبد الله أبو راس   | ناصر الصالح      | مدحت خميس      | رومانسي     | خليجية  | شذى حسون            | 2009                                |
| باع هوايا                     | مريم شقير أبو جودة | مروان خوري       | ميشال فاضل     | رومانسي     | خليجية  | شذى حسون            | 2010                                |
| الساعة                        | سلطان المجلي       | فايز السعيد      | سيروس          | ايقاعي      | خليجية  | شذى حسون            | 2010                                |
| شو في بينك وبينا              | منير أبو عساف      | جان ماري رياشي   | جان ماري رياشي | شعبي        | لبنانية | لايف ستايلز ستوديوز | 2010                                |
| أرض الحبايب                   | شذى حسون           | مروان خوري       | ناصر الأسعد    | وطني        | مغربية  | شذى حسون            | 2010 بمناسبة مهرجان التسامح المغربي |
| شاعلها                        | كريم العراقي       | فايز السعيد      |                | شعبي        | عراقية  | لايف ستايلز ستوديوز | 2011 كترويج لألبوم "وجه ثاني"       |

### ألبوم «وجه ثاني»-2011
هو أول ألبوم غنائي كامل لشذى حسون بعد 4 سنوات ونصف من فوزها في ستار أكاديمي وانطلاقها في عالم الفن ومن بعد عدة اغاني منفردة ناجحة حيث اختارات شذى ان يكون أول البوم لها متنوع بين لهجة وطنها العراق وبين اللهجة الخليجية البيضاء التي تعتبر نفسها منتمية لها بحكم القرب الجغرافي للعراق وكذلك لموهبتها بأداء هذه اللهجة التي تعتبر صعبة لبعض الفنانين العرب.
الالبوم يحتوي على 12 أغنية تعاونت من خلالها مع عدد من أكبر الفنانين الخليجيين والعراقيين مثل الفنانة الامارتية أحلام، الشاعر كريم العراقي، الأمير بدر بن مكتوم، حاتم العراقي، عبد الله الرويشد حتى الصحافة نصحت شذى بأن تختار عنوان البومها «شذى حسون تغني النجوم» لكنها استقرت عل عنوان «وجه ثاني» لان شذى قدمت للجمهور وجه ثاني لها فنياً من حيث الكلمات والايقاعات والالبوم من إنتاج شركة «لايف ستايلز ستوديوز» وتوزيع شركة روتانا للمرئيات والصوتيات.
يذكر أن ألبوم «وجه ثاني» تم إطلاقه بحفل ضخم من فندق الموفنبيك وسط بيروت بدعم من شركة روتانا بتاريخ 11 سبتمبر كجذب انتباه للمستمعين للذكرى العاشرة لهذا التاريخ المشهور الذي غير حياة العرب من بعد التفجيرات الارهابية في مدينة نيويورك الأمريكية وكذلك كرسالة من شذى حسبما صرحت بان «هذا البومها سيفجر سوق الاغاني هذه المرة» وهذا ما حدث حيث تصدر الالبوم المرتبة الأولى حسب نسبة مبيعات محل بيع النسخة الاصلية فيرجن ميغا ستورز في كل من فرع: لبنان، دبي، البحرين، قطر.
| الاسم             | كلمات                                          | الحان            | توزيع        | نوع الأغنية | اللهجة                 |
| ----------------- | ---------------------------------------------- | ---------------- | ------------ | ----------- | ---------------------- |
| مو قادر           | عبد الله بو دله                                | أحلام            | مدحت خميس    | شعبية       | خليجية                 |
| منو الماعنده ماضي | كاظم السعدي                                    | حاتم العراقي     | مهند خضر     | كلاسيكية    | عراقية                 |
| علاء الدين        | عبد الله بو راس                                | ناصر الصالح      | حازم رأفت    | رومانسية    | خليجية                 |
| يا عمه            | حامد الغرباوي                                  | حسام كامل        | حسام كامل    | ايقاعية     | عراقية                 |
| خلوه              | أسير الرياض                                    | خالد جنيدي       | حازم رأفت    | سريعة       | خليجية                 |
| تعال أخطبني       | فهد التوم                                      | بندر سعد         | هشام السكران | شعبية       | خليجية                 |
| ما ابيك           | اسير الرياض                                    | عصام كمال        | حسام كامل    | سريعة       | خليجية بأيقاعات عراقية |
| تصدق والا ما تصدق | سلطان مجلي                                     | عبد الله الرويشد | محمد صالح    | رومانسي     | خليجية                 |
| خليك هنا          | الشيخ راشد بن حمد بن محمد الشرقي               | علي كانو         | مهند خضر     | كلاسيكية    | خليجية                 |
| وجه ثاني          | حامد الغرباوي                                  | حسام كامل        | حسام كامل    | هادئة       | خليجية/عراقية          |
| شاعلها            | كريم العراقي                                   | فايز السعيد      | حسام كامل    | ايقاعية     | عراقية/خليجية          |
| الكلام الجارح     | الأمير بدر بن عبد المحسن بن عبد العزيز آل سعود | د.عبد الرب إدريس | ميشال فاضل   | حزينة/هادئة | خليجية                 |

## الجوائز والتكريمات
- جائزة الفوز بالمسابقة الفنية "Star Academy 4"- عام 2007.
- درع تكريمي من اذاعة البحرين FM.
- جواز دبلوماسي مقدم من الحكومة العراقية.
- جائزة الموريكس دور-أفضل فنانة صاعدة على مسرح كازينو لبنان-2007.
- جائزة مجلة الديرجيست (DG)-أفضل مغنية شابة-2008.
- جائزة مهرجان الـشبكة راديو وتلفزيون العرب-أفضل مغنية شابة-2008.
- جائزة من مجلة سيدتي بالنسخة الناطقة باللغة الإنجليزية-2008.
- جائزة لابطال مسلسل «رسائل من رجل ميت» من مهرجان القاهرة السينمائي الدولي-2009.
- جائزة موريكس دور-أفضل فنانة شابة على-2009.
- درع من نادي الصيد ونادي العلوية العراقيين-2009.
- درع تكريمي مقدم من مؤسسة «سان جود» 2009.
- درع تكريمي لشذى حسون ووديع الصافي والشاعرة لميعة عباس-2009.
- تكريم من المعهد الآنتوني في لبنان 2010.
- اختيارها سفيرة للسلام من قبل منضمة الأمم 2011

## وصلات خارجية
- الموقع الرسمي

| سبقه جوزيف عطية | الفائز بلقب ستار أكاديمي موسم 2006-2007 | تبعه نادر قيراط |